# Óxido de etileno
El óxido de etileno es un gas inflamable de aroma fuerte de fórmula C
2H
4O. Se disuelve fácilmente en agua. También es denominado oxirano, 1,2-epoxietano, óxido de dimetilo, dihidroxioxirano y OE. El óxido de etileno es un gas incoloro e inflamable a temperaturas y presiones normales, pero se condensa cuando es enfriado. Los vapores de óxido de etileno forman mezclas explosivas con el aire. Es miscible con el agua en cualquier proporción, con alcohol, éter y la mayoría de disolventes orgánicos. Es muy reactivo tanto en fase líquida como vapor. A 0 °C es un líquido transparente, incoloro y libre de sedimento o turbidez. Se utiliza como esterilizante, aunque su principal uso es la fabricación de etilénglicol (una sustancia química usada como anticongelante y poliéster).  

## Obtención
El óxido de etileno se ha fabricado usando dos procesos diferentes: uno, ya en desuso, por vía clorhidrina y otro vía oxidación directa (usado en la actualidad por las plantas que lo producen). En este proceso se oxida catalíticamente con plata el etileno con oxígeno para la formación del óxido de etileno. El oxígeno puede proceder del aire atmosférico (21%) o bien utilizando oxígeno de alta pureza (mayor de un 95 %). Desde el año 2000 las nuevas plantas que se construyen utilizan oxígeno puro en la reacción de oxidación para obtener un mayor rendimiento.
Las dos reacciones principales que se producen son:

- Combustión parcial, ligeramente exotérmica:  {\displaystyle {\ce {2C2H4 + O2 -> 2C2H4O}}}
- Combustión total fuertemente exotérmica:    {\displaystyle {\ce {C2H4 + 3O2 -> 2CO2 + 2H2O}}}

## Usos
Su principal consumo es la fabricación de etilenglicoles (alrededor del 60% del óxido de etileno mundial es convertido a monoetilenglicol y un 13% se destina a di, tri y polientilenglicol). Una pequeña cantidad (menos de 1%) es usada para controlar insectos en ciertos productos agrícolas almacenados y una cantidad muy pequeña se usa en hospitales para esterilizar equipo y abastecimientos médicos.

### Restricciones de su uso
Está prohibida la producción, uso y comercialización de todos los productos de protección de plantas (fitosanitarios) que contengan óxido de etileno. El producto está designado como un producto químico CFP. Está permitida la tenencia y uso del producto químico para la investigación o propósitos de laboratorio en cantidades menores de 10 kg.

## Efectos nocivos sobre la salud
Respirar bajos niveles de óxido de etileno durante meses o años ha producido irritación de los ojos, la piel y las vías respiratorias, y ha afectado el sistema nervioso y el aparato reproductor (dolor de cabeza, náusea, vómitos, pérdida de la memoria, adormecimiento, etc.). Las exposiciones a niveles más altos por períodos más breves han causado efectos similares, aunque más severos. Hay cierta evidencia de que la exposición al óxido de etileno puede inducir abortos en mujeres embarazadas.
La inhalación puede causar: tos, mareo, somnolencia, dolor de cabeza, náusea, dolor de garganta, vómito.
En contacto con la piel.  Puede ser absorbido a través de esta. Puede causar piel seca, enrojecimiento, sensación de quemarse, dolor, ampollas. Al contacto con líquidos causa congelación.
El contacto con los ojos.  Puede causar enrojecimiento, dolor, visión borrosa.
Valores Límites Ambientales. Tiene un Valor Límite Ambiental de Exposición Diaria (VLA-ED) de 1 ppm, o 1,8 mg/m3. (Valor publicado por el INSST de España para el año 2019). No tiene VLA-EC (Exposición Corta).
Indicaciones de peligro H (Según REGLAMENTO(CE)N.º 1272/2008): 220-350-340-331-319-335-315
Carcinógeno:  C1B. Se supone que es un carcinógeno para el ser ser humano, basándose en la existencia de pruebas en animales.
Mutagénico: M1B. Sustancia de la que se considera que induce mutaciones hereditarias en las células germinales humanas.
Esta sustancia tiene establecidas restricciones a la fabricación, la comercialización o el uso en los términos especificados en el Reglamento (CE) n.º 1907/2006 sobre Registro, Evaluación, Autorización y Restricción de sustancias y preparados químicos (REACH) de 18 de diciembre de 2006 (DOUE L 369 de 30 de diciembre de 2006).
Estudios en animales indican que además de irritación de las vías respiratorias, efectos al sistema nervioso y al sistema reproductivo, la exposición de larga duración al óxido de etileno también puede afectar los riñones, las glándulas adrenales y los músculos esqueléticos.
La sustancia es peligrosa para los organismos acuáticos.